# Erhard Keller
Erhard Keller (n. 24 decembrie 1944, Günzburg, Bavaria, Germania Nazistă) este un patinator de viteză ce a reprezentat Germania de Vest, medaliat olimpic. A participat la 2 ediții ale Jocurilor Olimpice (1968, 1972) în care a câștigat două medalii de aur.